# Penelope Milford
Penelope Dale Milford, född 23 mars 1948 i Saint Louis, Missouri, är en amerikansk skådespelerska.

## Roller i urval
- 1977 – Valentino
- 1978 – Hemkomsten
- 1981 – Kärlek utan gräns
- 1981 – Nu skiter jag i det här jobbet
- 1982 – Blood Link
- 1985 – The Hitchhiker (TV-serie) (1 avsnitt)
- 1988 – Häxor, läxor och dödliga lektioner
- 1996 – Normal Life